# Greg Stevenson

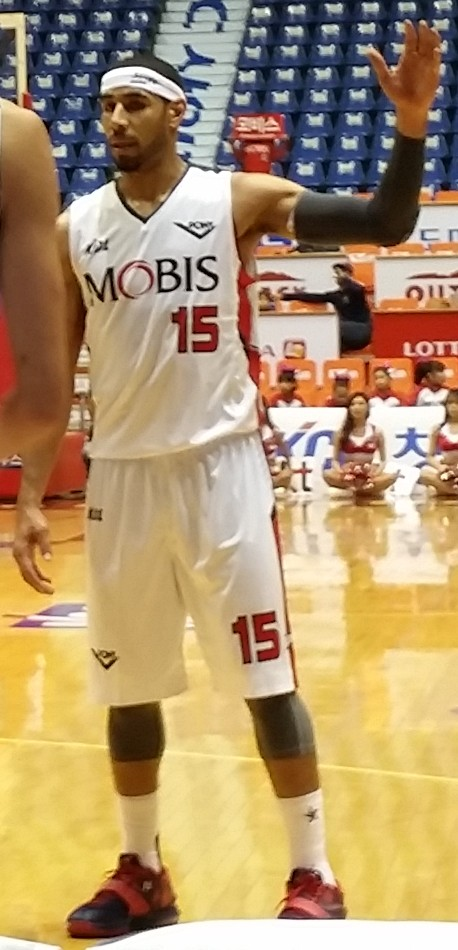
Greg Stevenson

Gregory Lee Stevenson (auch Moon Tae-young, koreanisch 문태영) (* 10. Februar 1978) ist ein ehemaliger US-amerikanisch-südkoreanischer Basketballspieler.

## Laufbahn
Der 1,98 Meter große Flügelspieler aus Fayetteville (US-Bundesstaat North Carolina) spielte von 1996 bis 1998 an der Pennsylvania State University, entschloss sich dann zum Hochschulwechsel. In der Saison 1998/99 musste er deshalb den NCAA-Bestimmungen gemäß aussetzen, von 1999 bis 2001 gehörte Stevenson dann der Mannschaft der University of Richmond an. Anders als zuvor an der Pennsylvania State University war er bei Richmond Führungsspieler, erzielte im Spieljahr 1999/2000 im Schnitt 18,5 und 2000/01 19,6 Punkte je Begegnung. An derselben Hochschule hatte vor ihm bis 1998 sein Bruder Jarod Stevenson gespielt.
Stevenson zog es nach dem Ende seiner Hochschulzeit nach Deutschland, er war in seinem ersten Jahr als Berufsbasketballspieler 2001/02 Mitglied des Bundesligisten Avitos Gießen. Er erzielte für die Mittelhessen im Durchschnitt 15,2 Punkte und 5,8 Rebounds je Bundesliga-Einsatz. In der Saison 2002/03 war er zeitweise Spieler des französischen Zweitligisten Saint-Quentin (acht Ligaspiele: 18,1 Punkte/Begegnung) und spielte dann bei Westchester Wildfire (USBL) in den USA.
Stevenson spielte während des Spieljahres 2003/04 in der NBA Development League: Kurzzeitig bei den Fayetteville Patriots sowie deutlich länger bei der Mannschaft Asheville Altitude. Mit Asheville gewann er im April 2004 den Meistertitel.
Zur Spielzeit 2004/05 schloss er sich Landstede Zwolle in den Niederlanden an. Dort verbuchte er mit 20,3 Punkten, 6,5 Rebounds und 3,5 Korbvorlagen pro Spiel starke Werte. Sein nächster Halt wurde in der ersten Hälfte der Saison 2005/06 der französische Erstligist SPO Rouen, er kam dort in 13 Einsätzen auf 14,4 Punkte je Spiel. Im Januar 2006 wechselte Stevenson innerhalb der Liga zu Paris Basket Racing, damals trainiert vom Kanadier Gordon Herbert. Bereits im selben Monat kam es wieder zur Trennung, Stevenson schloss sich daraufhin den Yakima Sun Kings in der NBA Development League an.
In der Sommerpause 2007 wurde der US-Amerikaner vom niederländischen Erstligisten EiffelTowers Den Bosch unter Vertrag genommen, im Laufe der Saison 2007/08 wechselte er zu Atomerőmű SE nach Ungarn, In der Spielzeit 2008/09 stand er für die Vermont Frost Heaves in der nordamerikanischen Premier Basketball League (PBL) auf dem Feld. In der Sommersaison 2009 verstärkte der US-Amerikaner die Piratas de Quebradillas in Puerto Rico und spielte dort ebenfalls in den Jahren 2010 und 2011 jeweils in der Sommersaison.
Stevenson, dessen Mutter aus Südkorea stammt, wurde beim Draftverfahren der koreanischen Liga KBL im Jahr 2009 von den Changwon LG Sakers ausgewählt. Wie auch sein Bruder Jarod nahm Greg Stevenson im Jahr 2011 die koreanische Staatsbürgerschaft und einen koreanischen Namen an. Greg Stevenson alias Moon Tae-young spielte in der KBL erst für die Changwon LG Sakers, dann für die Mannschaft Ulsan Mobis Phoebus, mit welcher er 2013, 2014 und 2015 den koreanischen Meistertitel gewann. 2015 wurde er in derselben Liga von der Mannschaft Seoul Samsung Thunders verpflichtet.